# Classical
Classical Diplomacy ou Classical pour sa commercialisation est un jeu inspiré des principes de Diplomatie.
Jeu conçu par Andy D. Schwarz et Vincent Mous en 1998, joué dans un premier temps uniquement sur Internet, il n’a été édité que deux ans plus tard par Stupendous Games en 2000. Le jeu est encore pratiqué sur les mêmes sites en anglais que ceux qui jouent à Diplomatie.
Ce jeu dérivé de Diplomatie se distingue principalement de ce dernier par un nombre de joueurs abaissé à cinq et des carte et époque différentes (le contexte de la Méditerranée antique après la mort d’Alexandre le Grand). Les fleuves navigables (comme le Nil) sont une particularité de la carte, ainsi que certaines possibilités de mobiliser en dehors des centres nationaux, certaines régions sont aussi soumises à des règles particulières de soutien. Les autres règles restent identiques. Ne se jouant qu’à cinq joueurs, le temps de jeu s’en trouve réduit par rapport à Diplomatie.

## Les créateurs
Andy D. Schwarz a aussi créé la variante Hundred qui a aussi été commercialisée par Stupendous Games.
Vincent Mous, franco-ontarien de naissance, est connu dans la communauté « diplomatique » pour ses bons résultats à différents championnats du monde (19e en 1997, 12e en 1998 (et 1er par équipe), 11e en 1999, 17e en 2001, 38e en 2004), GenCon (2e en 2000) et surtout pour sa variante Modern, certes non commercialisée mais qui est l’une des variantes les plus jouées sur Internet.